# Howard G. Kazanjian

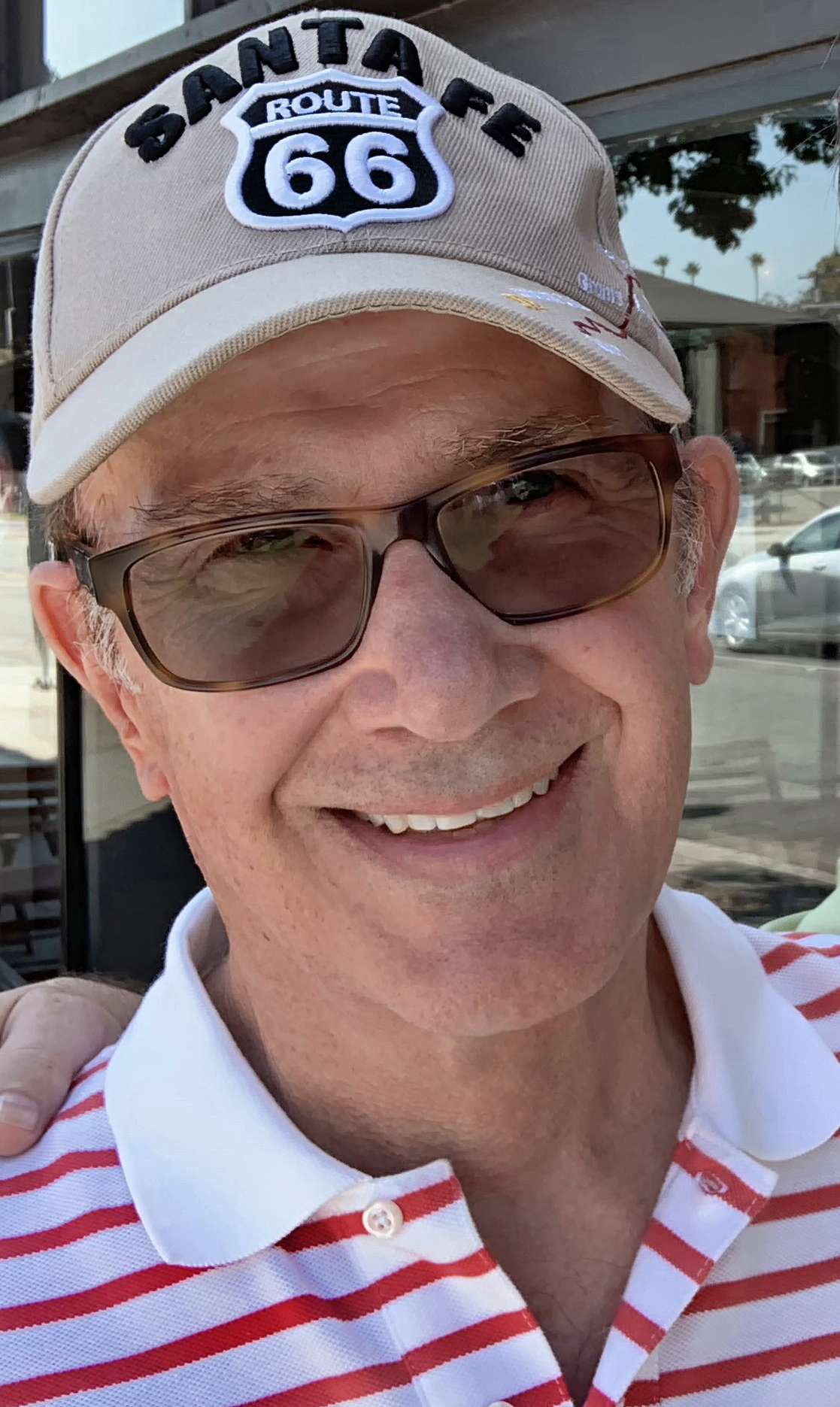
Howard G. Kazanjian

Howard G. Kazanjian (* 26. Juli 1942) ist ein US-amerikanischer Filmproduzent.

## Leben und Wirken
Howard G. Kazanjian studierte an der University of Southern California. Seine Karriere im Filmgeschäft begann er als Second Unit Regisseur sowie als Regieassistent. Bei den Dreharbeiten zu Familiengrab von Alfred Hitchcock war er dessen Erster Regieassistent.
Mit der Fortsetzung von American Graffiti, The Party is over... Die Fortsetzung von American Graffiti, produzierte er seinen ersten Film.
Mit George Lucas verbindet ihn seit dem College eine Freundschaft und so produzierte Kazanjian einige seiner Filme.
Howard G. Kazanjian ist verheiratet und Vater von drei Kindern.

## Auszeichnungen (Auswahl)
- 1982 wurde er für das Making-of zu Jäger des verlorenen Schatzes mit dem Emmy ausgezeichnet.

## Filmographie (Auswahl)
- 1979: The Party is over... Die Fortsetzung von American Graffiti (More American Graffiti)
- 1981: Jäger des verlorenen Schatzes (Raiders of the Lost Ark)
- 1983: Die Rückkehr der Jedi-Ritter (Return of the Jedi)
- 1990: Rookie – Der Anfänger (The Rookie)
- 1993: Demolition Man